# Asobara bactrocerae
Asobara bactrocerae är en stekelart som först beskrevs av Charles Joseph Gahan 1925.  Asobara bactrocerae ingår i släktet Asobara och familjen bracksteklar. Inga underarter finns listade.